# Luigi Fantappiè
Luigi Fantappiè (ur. 15 września 1901 w Viterbo, zm. 28 lipca 1956 tamże) – włoski matematyk.

## Życiorys
Studia matematyczne ukończył na uniwersytecie w Pizie w 1922 roku. W latach 1925–27 pracował jako asystent Francesco Severiego na Uniwersytecie Rzymskim. W 1927 w drodze konkursu objął stanowisko profesora analizy matematycznej na Uniwersytecie w Cagliari. Następnie pracował na Uniwersytecie w Palermo (1928–32), na Uniwersytecie w Bolonii (1932–34). W latach 1934–40 zorganizował wydział matematyczny uniwersytetu w São Paulo. W 1940 roku objął profesurę w rzymskim Instytucie Matematyki Stosowanej.
Specjalizował się w analizie funkcjonalnej, pracując nad holomorficznością nieskończeniewymiarową. Opracował zunifikowaną teorię dla jedności biologii i fizyki.